# سلطان‌نشین سلانگور
سلطان‌نشین سلانگورسلطان‌نشینی در سلانگور در کشور مالزی است. سلطان سلانگور عنوان رئیس این ایالت و دین اسلام در آنجا است. نسب سلطان‌های سلانگور به بوگیس‌های سلبس (سولاوسی کنونی) بر می‌گردد. سلطان شرف‌الدین ادریس شاه سلطان کنونی سلانگور است.

## فهرست سلطان‌های سلانگور
- صالح‌الدین شاه از ۱۷۴۳ تا ۱۷۷۸
- سلطان ابراهیم شاه از ۱۷۷۸ تا ۱۸۲۶
- سلطان محمد شاه از ۱۸۲۶ تا ۱۸۵۷
- سلطان عبدالصمد از ۱۸۵۷ تا ۱۸۹۸
- سلطان علاءالدین سلیمان شاه از ۱۸۹۸ تا ۱۹۳۸
- سلطان حسام الدین عالم شاه از ۱۹۳۹ تا ۱۹۴۲
- موسی غیاث‌الدین رعایة شاه (تنگکو موسی‌الدین) از ۱۹۴۲ تا ۱۹۴۵ (هنگام اشغال ژاپن)
- سلطان حسام الدین عالم شاه از ۱۹۴۵ تا ۱۹۶۰
- سلطان صلاح الدین عبدالعزیز شاه از روز ۳ سپتامبر ۱۹۶۰ تا ۲۱ نوامبر ۲۰۰۱
- سلطان شرف الدین ادریس شاه از روز ۲۲ نوامبر ۲۰۰۱ تا اکنون